# Uddevalla roddklubb
Uddevalla Roddklubb (URK) är en aktiv roddklubb i Uddevalla. URK är medlem i Svenska Roddförbundet.
Klubbens årblad är blå med en vit kant.
Verksamheten bedrivs från nybörjar- till tävlingsnivå. Träning genomförs i klubbhuset vid Lövåsbergets norra sida. Det nuvarande klubbhuset är det andra vid samma plats.
Framstående personer i klubben har varit Gus Eriksen, tränare och olympier, Gustaf Thordén, mecenat och ordförande, Kjell Hansson, roddare och olympier, Lennart Hansson, roddare och olympier, Åke Berntsson, roddare och olympier, Lars-Eric Gustafsson, roddare, olympier och EM-medaljör och Ulf Gustafsson, roddare och olympier. 

## Historik
Klubben bildades 1904 och är därmed en av Sveriges äldsta roddklubbar. Det fanns en föregångare till Uddevalla Roddklubb med samma namn. Den bildades 1887 och Bohusläningen skriver att åtta ynglingar från staden har bildat en roddklubb. "Båtlaget har inköpt från bröderna Arwidsson varv vid Qwillebäcken en roddgigg, 32 fot lång och kostade 400 kronor".
Evert Gunnarsson, aktiv i RK Three Towns och olympisk medaljör vid OS i Melbourne 1956 kom från klubben.
Skeppsredare Gustaf B Thordén vid Uddevallavarvet har bidragit till klubben. 1956 möjliggjorde Thordén att Sverige kunde delta med två roddlag i OS i Melbourne då denne ur egen ficka sponsrade med cirka 130 000 kronor. Detta som en följd av att SOK hade beslutat att inte tilldela roddarna pengar efter en medioker insats vid EM i Bled i Jugoslavien samma år. Gustaf Thordén bidrog till att Gösta "Gus" Eriksen, tränaren för "silverfyran" från Melbourne, boende i USA, flyttade till Uddevalla för att bli tränare för klubben. Stora framgångar för klubben följde efter det. Thordén har även varit ordförande för klubben.
Uddevalla roddklubb har tidigare anordnat regattor på Kärnsjön, Munkedal samt på Byfjorden.

## Kuriosa
Bröderna Norberg, Daniel Norberg och Emil Norberg har tävlat och tagit hem medaljer på svenska mästerskapen för juniorer för klubben.